# 長谷外余男
長谷 外余男（はせ とよお、1880年〈明治13年〉1月2日 - 1973年〈昭和48年〉8月15日）は、日本の神職。熱田神宮名誉宮司。

## 生涯
1880年、石川県の社家に生れる。1911年に神宮皇學館を卒業、1912年に駒形神社宮司となって以降、1913年から大鳥神社、1920年から松尾大社、1923年から多賀神社、1934年から橿原神宮の宮司をつとめ、1936年から熱田神宮宮司、その後同名誉宮司。1946年の神社本庁設立などに尽力した。皇學館大学の初代理事長も務めている。

## 栄典
- 1922年（大正11年）9月11日 - 正五位[1]
- 1940年（昭和15年）8月15日 - 紀元二千六百年祝典記念章[2]

## 著書
- 『改正神社祭式行事作法講話』京文社、1942年。